# Blue Effect
(The) Blue Effect (dal 1971 al 1973 chiamato ufficialmente Modrý efekt, dal 1974 al 1987 M. efekt, originariamente The Special Blue Effect) è stato un gruppo musicale rock fondato nel 1968 a Praga attorno al chitarrista Radim Hladík. È passato dal blues rock progressivo, jazz rock, art rock alla forma odierna di mainstream.

## Membri
- Vladimír Mišík – canto (1968 – 1970, 1991)
- Radim Hladík – chitarra, strumento a tastiera (1968 – 2016)
- Jiří Kozel – chitarra basso (1968 – 1972, 1991)
- Vladimír Čech – batteria (1968 – 1981, 1984 – 1985)
- Miloš Svoboda – chitarra (1968 – 1969)
- Lešek Semelka – strumento a tastiera (1970 – 1975, 1977 – 1981, 1991, 1999)
- Josef Kůstka – chitarra basso, violino (1972 – 1975)
- Jan Nový – chitarra basso (1975)
- Oldřich Veselý – strumento a tastiera, canto (1975 – 1979, 1999)
- Fedor Frešo – chitarra basso (1975 – 1977)
- Oldřich Kellner – chitarra, canto (1982 – 1987)
- Ladislav Boháček – chitarra basso (1982)
- Radek Křemeňák – chitarra basso (1982 – 1985)
- Josef Havlíček – batteria (1982 – 1984, 1990)
- Luboš Manda – chitarra basso, strumento a tastiera (1985 – 1990)
- Luboš Pospíšil – chitarra acustica, canto (1988 – 1990)
- David Koller – batteria (1988 – 1990)
- Karel „Káša“ Jahn – batteria (1991)
- František Hönig – batteria (1999)
- František Raba – chitarra basso (1999)
- Pavel Bohatý – cantando, chitarra, strumento a tastiera (2003 – 2006)
- Honza Křížek – chitarra, strumento a tastiera, canto (2003 – 2016)
- Vojtěch Říha – chitarra basso (2003–2016)
- Václav Zima – batteria (2003 – 2016)

### Discografia
- Meditace (Supraphon, 1970).
- Coniunctio (Supraphon, 1970; Supraphon/Artia, 1970).
- Kingdom of Life (versione inglese dell'album Meditace, Supraphon, 1971)
- Nová syntéza (Panton a Panton/Artia, 1971)
- Nová syntéza 2 (Panton, 1974)
- A Benefit of Radim Hladík (versione esportata dell'LP Modrý efekt a Radim Hladík, Supraphon/Artia, 1974)
- Modrý efekt a Radim Hladík (Supraphon, 1975).
- Svitanie (Opus, 1977)
- Svět hledačů (Panton 1979).
- 33 (Supraphon, 1981)
- Beatová síň slávy (Supraphon, 2004)
- Live & life (CD con la registrazione del concerto, 2 DVD con la registrazione del concerto e materiale d'archivio di Blue effect a Matadors, Supraphon, 2008)